# شيخ خورز
شيخ خورز قرية سوريّة تتبع إداريّاً لمحافظة حلب منطقة عفرين ناحية مركز بلبل، بلغ تعداد سكانها 478 نسمة حسب التعداد السكاني لعام 2004.